# Psylliodes subaenea
Psylliodes subaenea is een keversoort uit de familie bladkevers (Chrysomelidae). De wetenschappelijke naam van de soort werd in 1867 gepubliceerd door Kutschera.